# محمد رؤوف
محمد رؤوف (21 فبراير 1959 - 24 أكتوبر 2023) مغني مصري.

## حياته ومسيرته
- ولد بالقاهرة 21 فبراير 1959.
- حصل على بكالوريوس كلية تربية موسيقية عام 1973 تخصص غناء تخرج بدرجة جيد جيد ا، احتراف الفن من عام 1977 وبدأ بابريت "عيون بهيه.[5][6]
- تزوج أكثر من مرة، زوجته الأولى تدعي زينب وتوفيت في عمر 42 عامًا، ثم تزوج من المغنية سحر ناجي التي اعتزلت الفن بعد زواجهما سنة 1992.ولديه طفلين هما  أحمد ورامى[7][8]
- أول مطرب قدم أول اوبريت على مستوى الشرق الأوسط ، اوبريت بعنوان "عيون بهية" الذى جسد فيه شخصية الرئيس الراحل محمد أنور السادات والذى شاهده في مسرح البالون نال إعجابه وتقديره.[9]

- بدأ حياته الفنية في أوائل الثمانيات من القرن العشرين.[10][11]
- له العديد من الأغاني الشهيرة، أشهرها خليكي على قد الشوق، وجرحوني عيونه يابا واللي تعبنا سنين في هواه[12] (التي اشتهرت بصوت جورج وسوف).[13][14]
- طرح أول ألبوماته لا لا ما تحبش تاني سنة 1982، حقق الألبوم نجاحا كبيرا.[15]
- انضم لفرقة رضا ليصبح مغني الفرقة سنة 1983.[16][17]
- شارك أيضا في مسلسل العملاق سنة 1979 وقدم دور سيد درويش.[18][19]
- ابتعد عن الفن خلال سنة 1996.
- ابتعد الفنان محمد رؤوف عن الساحة الغنائية والدراما المسرحية لفترة تتجاوز ال 5 سنوات..  لكنه عاد خلال  شهر رمضان بمجموعة من الأدعية الدينية، وكان سبب هذا يعود إلى الإنتاج ان هناك كل جديد من الألحان التى كانت لا تناسبه وانحدار المستوى.[20]
- توفي في 24 أكتوبر2023 ، بعد صراع مع المرض ، حيث أصيب قبلها بجلطة في العين والقلب.[21][22][23]